# Velvet Acid Christ
Velvet Acid Christ (сокращённо VAC) — музыкальная группа из США, играющая электро-индастриал. Основана в 1990 году в Денвере, штат Колорадо. Лидер группы — Брайан Эриксон (Bryan Erickson). Совместив разные стили и
направления в музыке (EBM, industrial, trip-hop, gothic, dark electro), группа оказала большое влияние на развитие электронной музыки вообще и «тёмной» сцены, в частности. За большей частью того, что было выпущено VAC, стоит один человек — Брайан Эриксон.

## История

### Ранний период творчества (1990—1995)
В начале 1990-х два молодых музыканта из Колорадо Брайан Эриксон (Bryan Erickson) и его школьный друг Григори Билхэм (Grigory Bilham) записали несколько демонстрационных треков. Первоначально группа не имела определённого названия, и записи создавались в рамках нескольких музыкальных проектов. Среди них были Disease Factory, которая представляла собой пародию на популярную техно-танцевальную группу C+C Music Factory, и Toxic Coma. «Disease Factory» — это также один из никнейнмов Эриксона периода его увлечения компьютерным взломом, имеющий определённый антихристианский подтекст и намекающий на «решение проблемы растущего перенаселения». Вторым известным псевдонимом является «Hexfix93», чаще используемый Эриксоном для продюсерской деятельности.
Эриксон экспериментировал с церковным хором и гитарой, а Билхэм со скрипкой и фортепиано. В 1991 году в группе появился Крис Уоркмен (Chris Workman). Когда в 1992 году Билхэм был арестован за кражу денег, группа на 7 месяцев лишилась оборудования, которое забрали родители Билхэма. По этой причине в группе появился Гэри Слотер (Gary Slaughter), который имел музыкальную технику. Эриксон и Слотер написали много материала, выдержанного в стилистике техно, и эти записи вошли в альбом «Vortex». Одновременно они работали над проектом Cyber Christ, отличавшимся чрезвычайной мрачностью и депрессивностью, которой не было в других проектах. Под именем Cyber Christ будущие участники VAC выступали «на разогреве» у Sex Pistols, Pail head, Minor Threat и Circle Jerks. Позднее он был переименован в Velvet Acid Christ. Треки, вышедшее под заголовком «Vortex», иногда связывают с одноимённым проектом, однако Эриксон не считал «Vortex» отдельным проектом и называл им цикл из трёх кассет с ранним материалом VAC.
Название «Cyber Christ» было позаимствовано из фильма «Газонокосильщик» (1992), а название «Velvet Acid Christ» было дано «в честь bad acid trip», неудачного психоделического опыта с галлюциногенами. О происхождении названия Эриксон сказал следующее:
Слово «Velvet» (бархатный) использовано потому, что мне все время виделись бархатные платья и вспоминались девчонки в готическом стиле. <…> Использование «Christ» связано с детскими воспоминаниями. Я был замучен религией в детстве и всячески восставал против неё. Это попытка выразить своё презрение к христианским догмам и их тираническим правилам. Я упускаю упоминание о том психологическом давлении и попытках привить постоянное чувство вины, которое христианство пытается возложить на ребёнка. В то время я даже чувствовал себя Христом, великомучеником. Меня донимали семья, друзья, преследовала полиция за мои экстремистские взгляды. Все это вылилось в концепцию Velvet Acid Christ, которой мы сейчас придерживаемся.
Мрачный характер музыки был также обусловлен жизненными обстоятельствами Эриксона. Его отец бросил семью и не выплачивал алименты. В школе Эриксон был изгоем и даже был вынужден посещать специализированный класс для умственно отсталых детей. У него были сложные отношения с сестрой и родственниками, которые не оказывали ему достаточного внимания. Более того, он часто терпел от них издёвки и побои. В то же время его интерес к музыке возник рано: на гитаре он стал играть с 9 лет, кроме того, пел в церковном хоре. В 13 лет вместе с сестрой и двоюродными родственниками он сформировал группу «0 Pop», однако она не имела ничего общего с индустриальной музыкой. Влияние наркотиков также было велико: «18 лет… ЛСД… меня полностью вывернуло. Наркотики открыли мне будущее и то, что я должен был сделать в жизни».
В 1994 году Velvet Acid Christ выпускают демозапись «Fate», затем «Pestilence». В работе над ними, а также над последовавшим альбомом «Neurablastoma» вместе с Эриксоном принимали участие Уоркмен и Слотэр, причём последний работал под руководством Эриксона, так как «в то время не обладал музыкальным талантом». В 1995 году Слотэр начал работать над другими проектами и покинул группу.
Альбом «Neurablastoma» (1995) являлся ограниченным тиражом ранее невыпущенных работ, а также стал их первым по счёту альбомом, выпущенным на Metropolis Records. Для распространения записей VAC Эриксон вместе со Стивом Бёрдом (Steve Bird) и Дэном Олсоном (Dan Olson) создал лейбл Electro Death Trip (EDT), который просуществовал несколько лет. Помимо VAC, его подписчиками стали набиравшие известность индустриальные команды Klinik, Suicide Commando и Aghast View. Для продвижения музыки Эриксон создал Интернет-сайты лейблов EDT, Pendragon Records и OffBeat Records, причём последний получил в Европе несколько наград.

### Успех на электронной сцене (1995—2000)
Хотя Эриксон не стремился стать подписчиком известного лейбла, на концерте Front Line Assembly (FLA) в Денвере, где группа выступала в рамках тура в поддержку альбома «Hard Wired», он передал свои записи её лидеру Биллу Либу (Bill Leeb). Хотя Либу и не понравились работы VAC, он предложил ознакомиться с ними Торстену Строту (Thorsten Stroth) с лейбла OffBeat Records (Германия), который в ходе тура сопровождал FLA в качестве промоутера. Тому настолько понравились работы VAC, что он в случае отказа OffBeat Records подписать группу собирался даже покинуть лейбл. В итоге в 1996 году на OffBeat Records выходит альбом «Church Of Acid», представляющий собой компиляцию из ранних треков VAC, записанных в 1993—1994 годах. А позднее, в 1997 году, он выходит и в США на малоизвестной звукозаписывающей компании Pendragon Records. Отсроченный выход альбом в США был связан с идеологическими разногласиями между Эриксоном и Слотером. Слотер, не принимавший значительного участия в работе над альбомом и фактически покинувший группу, после неожиданного успеха заявил о своём притязании над VAC, в том числе и на прибыль. Он мотивировал это тем, что музыка была создана на его оборудовании, и грозил Эриксону судом. Лейбл OffBeat, однако, принял сторону Эриксона. Для Эриксона эти события ознаменовали окончательный разрыв со Слотером, к которому он с тех пор относился только с презрением. Вместе с тем Эриксон был недоволен американским релизом, поскольку в него не были включены треки «Futile» и «Disflux». Причиной было низкое качество используемых в этих композициях семплов из телевизионных шоу.
Позже на Pendragon Records вышел альбом «Calling Ov The Dead» (1998). Первоначальная версия альбома, предложенная для OffBeat, не была принята по причине её «сырости». Эриксон объяснял это разногласиями со Слотером, который требовал, чтобы в альбом вошёл его материал. Однако Эриксон считал его плохо структурированным, слишком перегруженным шумом и брейкбитом. В итоге в новую версию вошли лишь 4 трека из первоначального альбома. Работе над диском также помешало то, что в это время группу покинул Крис Уоркмен. Эриксон завершал создание альбома уже в новой, полностью переоснащённой студии, оборудование для которой он купил уже на собственные средства. Слотер, покинувший группу в 1995 году, на время вернулся, когда Эриксон сообщил ему об успехе на лейбле OffBeat, однако для окончательной версии альбома он написал лишь незначительную долю материала. В этот период в состав группы входит Дэн Олсон, с которым Эриксон сотрудничал в рамках проекта Toxic Coma. Концепции альбома и отходу от чистого техно-звучания, к которому стремился Слотер, способствовало сотрудничество Эриксона с Джеффом Пруэттом (Jeff Pruett):
Я встретил Джеффа Пруэтта, и мы развили концепцию «Calling Ov The Dead». Я отправлял ему музыкальный материал, после чего он создавал рисунок и показывал его мне. Я писал музыку к рисунку. Так развивался сюжет, который я переводил в тексты песен.
В этот период Эриксон продолжает черпать вдохновение в наркотиках: «Я принимаю наркотики. Не постоянно, но время от времени. Сейчас я слишком занят для этого. Я держусь подальше от героина, крэка и кокаина. Но я принимаю кислоту, травку и грибы».
В 1999 Velvet Acid Christ участвуют в «remix war» с Funker Vogt. Эриксон также подумывал о «remix war» с Individual Totem.
Также в 1999 году выходит сингл «Decypher», и третий, самый успешный за всю историю VAC альбом — «Fun With Knives».
Аббревиатура альбома «FWK» могла быть прочитана как «fuck», однако Эриксон не вкладывал подобного замысла и говорил, что придумал название ещё до того, как написал первую композицию для альбома. Для работы над обложкой и буклетом альбома Эриксон собирался снова привлечь Джеффа Пруэтта, причём если в «Calling Ov The Dead» рисунки иллюстрировали один цельный сюжет, то в «Fun With Knives» речь должна была идти о сборнике коротких историй. Однако дизайном альбома занялся Antti Hyrkkänen.
В композиции «Slut» звучит вокал Анны Кристин (Anna Christine) из группы Luxt. Её участие было организовано Стефаном Хервигом (Stefan Herwig) с лейбла Dependent. «Slut» имеет заметную трип-хоповую окраску и был вдохновлён альбомами «OK Computer» Radiohead, «Dummy» Portishead и «Mezzanine» Massive Attack. Композиция «The Dark Inside Me» была создана на основе ремикса Эриксона на композицию «Sado Masochist» Front Line Assembly, которую Билл Либ тем не менее отверг. Среди приглашённых музыкантов были ещё Джош (Josh) и Лиза Уилсоны (Lisa Wilson) из группы 4th New Army.
Небольшую помощь при работе над диском также оказал уже покинувший группу Крис Уоркмен.
Несмотря на успех альбома, VAC по-прежнему оставался малоизвестным в Европе, за исключением Германии, где проект приобрёл популярность благодаря усилиям немецкого лейбла Dependent.
Следующей работой группы стал «Twisted Thought Generator», выпущенный в 2000 году. Для создания альбома Эриксон полностью переоснастил студию, распродав старое оборудование и купив новое. Диск отмечен лишь слабым влиянием предыдущих работ группы «Calling Ov The Dead», «Fun With Knives» и «Chirch Of Acid». Первоначально альбом планировалось назвать «Psycoaktiv Landscapes» и сделать транс-ориентированным. В буклете диска Эриксон сообщил, что «был напуган опытом с экстази и больше не намерен прославлять наркотики в своей музыке».
В композиции «Dilaudid» вокальная партия исполнена Abby Hasstedt. Эта композиция вошла в саундтрек к фильму «Джипси 83» («Gypsy 83»). Дополнил альбом сингл «Dial8», содержавший два ремикса и один бонус-трек и ставший популярным клубным хитом в Америке.

### Velvet Acid Christ после 2000 года
В 2003 выходит шестой полноформатный альбом «Hex Angel (Utopia/Dystopia)» близкий к звучанию ранних дисков «Church Of Acid», «Calling Ov The Dead» и отчасти даже «Neuroblastoma». В период работы над материалом Эриксон слушал много метал-музыки, также можно говорить о влиянии Cranes, The Cure, Siouxsie and the Banshees, Aphex Twin, Recoil. Альбом получился интроспективным и ознаменовал отход Эриксона от злоупотребления наркотиками, а также его переход к здоровому образу жизни. Альбом планировался как «антиклубный» и создавался в протест против политики лейблов, ориентированных исключительно на клубно-танцевальную музыку. По признанию Эриксона, название диска имеет метафорический смысл: «Ангелы проклинают мир людей… Человечество медленно совершает самоубийство, а я просто наблюдаю за этим как ангел смерти». В оформлении обложки принял участие Шон Гэдди (Shawn Gaddy). К каждому треку он создал отдельный рисунок в буклете, иллюстрирующий содержание композиции. Например, на рисунке к треку «Collapsed» («разрушение») можно увидеть «обвалившиеся стены на заднем плане. Это почти как последствия разрушения, с ухмыляющейся куклой священника-гота».
В конце буклета Эриксон впервые отказался упоминать группы, повлиявшие на его творчество: «Я просто устал пиарить группы, которые никогда не пиарят меня… И я думаю, что нахожусь уже не на том уровне, чтобы на каждом шагу демонстрировать восхищение кумирами».
В этот период Эриксон подумывает о создании побочного проекта вместе с Individual Totem и Kalte Farben, также планирует пригласить Руди Ратцингера (Rudy Ratzinger) из Wumpscut:.
Альбом «Lust For Blood» увидел свет в 2006 году. Его выходу предшествовал релиз сингла «Wound». Выбор композиции для сингла Эриксон объяснял тем, что хотел посвятить сингл борьбе за права животных и композиция «Wound» как раз несла такое содержание.
Оформление альбома было сделано Кристин Койнок (Christen Kojnok), также известной по никнеймом Axentric. Эриксон встретился с ней на одной из выставок и был восхищён её рисунками.
Пластинка, разительно отличающаяся от предыдущих работ VAC, получила противоречивые оценки у критиков и фанатов. Одной из черт альбома и позднего творчества VAC вообще стал отход от семплирования.
Так, композиция «Crushed» стала первой песней, написанной с использованием акустической гитары. По словам Эриксона, вступление к ней было инспирировано песней «Sanitarium» группы Metallica.
Эриксон был доволен новым альбомом и оценил его так:
Я реально счастлив, что мы написали песни! Именно песни, которые можно напевать про себя. Именно поэтому новый альбом VAC — скорее «бархат», чем «кислота» или «Христос». Мы хотели записать песни, без агрессии и без танцевального уклона.
При этом он сообщил, что часть песен имеют политический и антивоенный подтексты.
Альбом «Lust For Blood» не был лицензирован для европейского лейбла Dependent, с которым у Эриксона были противоречивые отношения. С Торстеном Стротом (Thorsten Stroth), который иногда выступал с VAC как клавишник, они были дружескими, в то время как со Стефаном Хервигом (Stefan Herwig), отвечавшим за финансовые вопросы, напряжёнными. Эриксон признавал, что проект VAC многим обязан Строту и отзывался о нём как о близком друге и «родственной душе». На немецком чарте альтернативной музыки DAC (Deutsche Alternative Charts) «Lust For Blood» 4 недели занимал первую позицию, таким же успехом обладал и сингл «Wound».
Позже на официальном сайте VAC появился бесплатный инструментальный ремикс на композицию «Parasite».
Во время работы над альбомом в группе появился новый участник Тодд Лумис (Todd Loomis). Он был концертирующим пианистом, исполнявшим музыку Баха, Шопена и других, и кроме того принимал кратковременное участие в работе таких коллективов как The Trucelent, Spiderhead, Removed и The Farthest Shore. В VAC он выступал как гитарист и композитор. Для «Lust For Blood» он написал небольшую часть струнных партий; большая часть материала по-прежнему создавалась Эриксоном. По завершении работы над диском Лумис занялся собственным проектом The Twilight Garden, первый альбом которого «A World We Pretend» вышел в 2010 году. Для записи одного из треков был также привлечён барабанщик Chris Kutz.
После выхода альбома Эриксон планирует провести большой тур и для выручки средств на него начинает распродавать оборудование. Также Эриксон заявлял о желании иметь в группе постоянную вокалистку, однако не смог найти подходящей кандидатуры.
В 2009 вышел альбом «The Art Of Breaking Apart». О том, что он работает над новым альбомом, Эриксон сообщил ещё в 2006 году, сразу после выхода «Lust For Blood». Рабочим названием диска было «Songs For Villains» или более развёрнуто «Songs For Villains: Hymn’s Ov The Apocalypse». Эриксон рассчитывал издать новый материал весной 2007 года и обещал, что это будет «менее тоскливый и более танцевальный альбом с мощными ритмами». По замыслу, музыка должна была звучать более «техноидно» и представлять смесь Death In June, Def Leppard (периода «High and Dry»), Goldfrap, Ladytron и Astral Projection. Однако релиз постоянно переносился. Название и концепцию альбома Эриксон пояснил так:
Альбом был вдохновлен теорией «большого разрыва», предсказывающей смерть всей материи. Весь водород и гелий сожгут, вся вселенная расширится и превратится в холодную гору черного пепла, лишенную тепла и жизненных форм. Все это и все мои личные проблемы вперемешку с моим отвращением к человеческому роду — вот что вдохновило меня на написание альбома.
К концу работы над диском Эриксон определял стилистику его первой половины как «folk goth industrial rock», а второй — как «new groove style techno mixed with old goa trance». Эриксон серьёзно подошёл к продвижению альбома и, признав малоэффективность публикаций в журналах, занялся выпуском подкастов для iTunes, содержащих обсуждения работы над композициями, а также созданием сопроводительного фото и видеоматериала живых выступлений.
По желанию поклонников, в оформлении обложки был использован образ одной из фотомоделей с редактируемого Эриксоном сайта ElectroDethTripMedia.Com (недоступная ссылка). Для мастеринга был привлечён звукооператор Брайан Гарднер (Brian «big bass» Gardner), работавший с известными исполнителями Eminem, Outkast, Janet Jackson, KMFDM, 50 Cent и другими.
Альбом несколько отличается от предыдущих работ не только стилем, но и структурой песен. В некоторых композициях добавилась акустическая гитара и преобладает неискажённый вокал. Эриксон допускал, что альбом может разочаровать поклонников, и даже собирался выпустить акустические композиции отдельно от «электронно-индустриальных», однако представители лейблов отказались на это пойти.
Лучшей вещью альбома Эриксон назвал «Black Rainbows» при этом сам альбом он называл «таким же простым, как „Faith“ The Cure и „The Brown book, and Wall of Sacrifice“ Death In June». В поддержку альбома Эриксон смонтировал несколько малобюджетных видеоклипов для видеосервиса YouTube.
В январе 2010 года появляется сингл «Caustic Disco», состоящий из 7 треков. В основу легла одноимённая композиция из альбома «The Art Of Breaking Apart». Сингл включает в себя 4 ремикса от Mindless Faith, Kalte Farben и других. Также представлена альтернативная версия композиции «Killed In Space» и 2 трека, ранее не вошедшие в альбомы. Сингл можно приобрести только в цифровом виде.
Брайан Эриксон может создавать музыку практически единолично. Он играет на множестве музыкальных инструментов (барабаны, пианино, гитара), поёт и пишет музыку на синтезаторе. Брайан Эриксон также известен интересом к профессиональной музыкальной технике, новинки которой он регулярно обсуждает на официальном сайте своей группы.
После выхода «The Art Of Breaking Apart» Эриксон сообщил, что перестраивает студию и работает над новым альбомом, который будет «более агрессивным и близким его корням» и будет выпущен летом 2010 года.
11 сентября 2012 года на лейбле Metropolis состоялся релиз альбома «Maldire». На написание нового альбома повлияли исторические очерки о массовых убийствах ведьм и колдунов, которые совершались по наказу католической церкви. Как написал о своей новой работе сам Брайан:
Я впитал в себя их (ведьм и колдунов) энергию, их волю. Я пропитался их злобной ненавистью. Мой новый альбом — это ода всем североевропейским язычникам! От друидов до одинистов. Я никогда не забуду вас! Я никогда не прощу тех, кто уничтожил вас!

## Истоки, влияние, отношения с другими участниками электронной сцены
Свою музыку, как и ту, которая выпускается на многих индустриальных лейблах, Брайан Эриксон не считает «настоящей индустриальной музыкой». Себя он называет разносторонним музыкантом, в основе творчества которого лежит смешение жанров и для музыки которого не существует узкого определения. На сайте лейбла Metropolis Records, выпустившего многие заметные альбомы VAC, группа называется «электро-индустриальной», причём отмечается первоначальное панковское и фанковское звучание музыкантов. Эриксон допускает, что музыку VAC можно называть выдержанной в жанре индастриал/EBM, однако лишь благодаря вокалу.
Своей «первой любимой группой всех времён» Эриксон называет The Legendary Pink Dots, второй — Skinny Puppy, третьей — The Cure. На вопрос о том, какой ему видится идеальная группа, он ответил:
Дуглас Пирс (Douglas Pierce) из Death In June на акустической гитаре, или в качестве ведущего или бэк-вокалиста. Роберт Смит (Robert Smith) из The Cure на гитаре или как вокалист, Джек Денжерс (Jack Dangers) из Meat Beat Manifesto на барабанах или как звукооператор, Симон Гэллап (Simon Gallup) из The Cure в качестве басиста, Мартин Гор (Martin Gore) из Depeche Mode на синтезаторе, Дуэйн Геттель (Dwayne Goettel) из Skinny Puppy как клавишник, Бьйорк как бэк-вокалистка или тоже ведущая вокалистка. Вот группа, которую я мечтал бы создать…
Эриксон признаёт влияние некоторых проектов индастриал-нойз сцены: Converter, Synapscape and Asche, а также: Unter Null, Rome, Death In June, Assemblage 23, Baditude, The Tear Garden, KMFDM, Ladytron, Depeche Mode. Ранние альбомы Suicide Commando «Stored Images» и «Critical Stage» являются для него одними из самых любимых на индустриальной сцене, однако позднее творчество менее интересно в связи с отходом от использования аналогового оборудования.
Несмотря на увлечение электронной сценой, лидер VAC признавался в своей симпатии к рэп-певцу Eminem и популярным группам и исполнителям Aqua, Spice Girls и Madonna.
Сложными были отношения между VAC и влиятельной канадской группой Front Line Assembly. Фактически, появлению на сцене VAC были обязаны лидеру FLA Биллу Либу. В то же время Либу не симпатизировал стиль Эриксона, так что он даже отказался включать в свой альбом созданный Эриксоном ремикс на композицию «Sado Masochist». В ответ Эриксон заявил, что получившийся трек — это «его музыка вместо дерьма FLA». В том же интервью он заметил, что в «в большинстве случаев люди, делающие индустриальную музыку и не слушающие ничего, кроме индустриальной музыки, заканчивают как FLA и Leæther Strip». По его мнению, FLA должны были быть похожи на Numb. Также Эриксон не скрывал своей неприязни к музыке, созданной по образу Delerium, другого проекта Билла Либа. Более уравновешенно о FLA Эриксон высказывался так: «Мы никогда не были друзьями с Биллом, но я ценю, что он передал мои записи немцам. Я люблю его старую музыку и ненавижу то дерьмо, которое он делает для продажи». Или ранее:

Вражда между вами и Leeb будет когда-либо прекращена или эта проблема обещает существовать еще долго?

Не было никакой вражды, просто одна тупая канадская сука спровоцировала все это в интервью с Leeb. У меня нет никаких претензий к нему. Ему не понравился мой ремикс, ну и что из того — это не повод для рыданий. Ранние работы Leeb и Rhys все еще оказывают на меня большое влияние. Если бы не они, то не было бы ни VAC, ни моего контракта. Поэтому я чувствую, что многим обязан Leeb, и желаю ему всего самого наилучшего. (От авт.: после выступления VAC на фестивале «Wave Gotik Treffen 2000» я спросил Bryan о его истинном отношении к Bill Leeb — музыкант улыбнулся и красноречиво указал на свою байку, украшенную логотипом FLA.)
Резкие высказывания о музыке futurepop-группы VNV Nation привели к обострению его отношений с её участниками Ронаном Харрисом (Ronan Harris) и Марком Джексоном (Mark Jackson). Поскольку Эриксон хотел выступить в Денвере с лидером Haujobb Даниэлем Майером (Daniel Myer), ему пришлось пойти на компромисс с VNV Nation, однако участники группы предупредили Эриксона, что ему придётся плохо, если он снова позволит себе резкие высказывания о них. В том же интервью Эриксон сказал, что на техно-сцене, по его мнению, есть куда более хорошие исполнители: Ladytron, Eat static, Aphex Twin, Chemical Brothers, Astral Projection, Xdream, Blue Planet Corporation, MFG, Juno Reactor, Future Sound Of London. Неприязненные отношения у Эриксона также с Apoptygma Berzerk.
Эриксон высоко ценит творчество Руди Ратцингера из Wumpscut: «Остался только один хороший музыкант, который давно уже не гастролирует». Послание ему содержится с тексте композиции «Decypher» из альбома «Fun With Knives». Одним из самых талантливых музыкантов Эриксон называл Emilie Autumn, для песни «Dead Is The New Alive» которой он сделал ремикс. Он даже планировал привлечь её для записи своих альбомов. Также, чтобы «отдать дань уважения группе», музыкант выпустил ремикс на композицию «Survival» Nine Inch Nails. Ремикс доступен только на сайте VampireFreaks.Com, для которого он создавался. В числе предпочтительных композиций для ремикширования Эриксон называл «Poison Door» Sisters Of Mercy, которую называл вещью, вдохновившей его стать музыкантом, а также «Darkest Hour» Megadeth и «Figurehead» The Cure. Ремикс на последнюю появился на сингле «Wound» (2006).

## Дискография
| Альбомы - 1996: Church of Acid Off Beat (EU) • 1997 — Pendragon Records (US) - 1998: Calling Ov the Dead Pendragon Records (US), Off Beat (EU) • 2002 — Synthetic Symphony • 2006 — Synthetic Symphony - 1999: Fun with Knives Metropolis (US), Dependent Records (EU) - 2000: Twisted Thought Generator Metropolis (US) - 2003: Hex Angel: (Utopia — Dystopia) Dependent Records (EU), Metropolis (US) - 2006: Lust for Blood Metropolis (US) - 2009: The Art of Breaking Apart Metropolis (US), Dependent Records (EU) - 2012: Maldire Metropolis (US), Dependent Records (EU) - 2014: Subconscious Landscapes Metropolis (US), Dependent Records (EU) - 2019: Ora Oblivionis Metropolis (US) Синглы - 1999: Decypher Metropolis (US) - 1999: Fun with Drugs Dependent Records (EU) - 2001: Dial 8 Metropolis (US) - 2003: Pretty Toy Dependent Records (EU), Metropolis (US) - 2006: Wound Metropolis (US) - 2010: Caustic Disco Metropolis (US) | Демозаписи - 1994: Fate (CS Album, Ltd. Edition [150 экз.]) без лейбла • (CD Album, Ltd. Edition [50 экз.]) no label - 1994: Pestilence (CS, Ltd. Edition [100 copies]) без лейбла • (CD, Ltd. Edition [50 экз.]) no label - 1995: Neuralblastoma (CDr Album, Ltd. Edition) Electric Depth Trip Records • (CD Album, Ltd. Edition [2500 экз.]) 1998 — Metropolis (US) • (CD Album, Ltd. Edition [2500 экз.]) 1998 — Off Beat (EU) • 2004 — Synthetic Symphony (EU) Компиляции, ремиксы, разное - 1999: Fun with Razors (CD Album + Mini CD, Ltd. Edition Box) Dependent Records (EU) - 2002: The Remix Wars: Strike 4 — Velvet Acid Christ vs. Funker Vogt Metropolis (US), Off Beat (EU) • 2002 — Synthetic Symphony - 2004: Oblivion Interface (MP3, выложено для бесплатного скачивания) - 2004: Between the Eyes Vol. 1 Metropolis (US) (компиляция синглов) - 2004: Between the Eyes Vol. 2 Metropolis (US) (переиздание «Fate») - 2004: Between the Eyes Vol. 3 Metropolis (US) (переиздание «Pestilence») - 2004: Between the Eyes Vol. 4 Metropolis (US) (переиздание «Neuroblastoma beta») - 2004: Dimension 8 (MP3, доступно в альбоме (US) «Twisted Thought Generator», также выложено для бесплатного скачивания) |